# John Goodwyn Barmby
John Goodwyn Barmby (1820-1881) est un socialiste et utopiste britannique. Avec sa femme, Catherine Barmby, il fut un supporter de Robert Owen à la fin des années 1830. Féministes, ils proposèrent l'ajout du suffrage des femmes aux exigences du mouvement chartiste.